# Скриговое
Скриговое (укр. Скригове) — село на Украине, находится в Марьяновской поселковой общине Луцкого района Волынской области.
Код КОАТУУ — 0720887501. Население по переписи 2001 года составляет 402 человека. Почтовый индекс — 45772. Телефонный код — 3379. Занимает площадь 9,02 км².